# Shawnee Hills (condado de Delaware, Ohio)
Shawnee Hills es una villa ubicada en el condado de Delaware en el estado estadounidense de Ohio. En el Censo de 2010 tenía una población de 681 habitantes y una densidad poblacional de 594,88 personas por km².

## Geografía
Shawnee Hills se encuentra ubicada en las coordenadas 40°9′36″N 83°8′8″O / 40.16000, -83.13556. Según la Oficina del Censo de los Estados Unidos, Shawnee Hills tiene una superficie total de 1.14 km², de la cual 1.14 km² corresponden a tierra firme y (0%) 0 km² es agua.

## Demografía
Según el censo de 2010, había 681 personas residiendo en Shawnee Hills. La densidad de población era de 594,88 hab./km². De los 681 habitantes, Shawnee Hills estaba compuesto por el 92.51% blancos, el 2.5% eran afroamericanos, el 0.15% eran amerindios, el 3.23% eran asiáticos, el 0% eran isleños del Pacífico, el 0.29% eran de otras razas y el 1.32% pertenecían a dos o más razas. Del total de la población el 1.91% eran hispanos o latinos de cualquier raza.